# Кужмір (комуна)
Кужмір (рум. Cujmir) — комуна у повіті Мехедінць в Румунії. До складу комуни входять такі села (дані про населення за 2002 рік):
- Аурора (811 осіб)
- Кужмір (2499 осіб)
- Кужміру-Мік (524 особи)

Комуна розташована на відстані 253 км на захід від Бухареста, 52 км на південний схід від Дробета-Турну-Северина, 71 км на захід від Крайови.

## Населення
За даними перепису населення 2002 року у комуні проживали 3834 особи.
Національний склад населення комуни:
| Національність | Кількість осіб | Відсоток |
| -------------- | -------------- | -------- |
| румуни         | 3820           | 99,6%    |
| цигани         | 14             | 0,4%     |

Рідною мовою назвали:
| Мова      | Кількість осіб | Відсоток |
| --------- | -------------- | -------- |
| румунська | 3833           | > 99,9%  |
| циганська | 1              | < 0,1%   |

Склад населення комуни за віросповіданням:
| Релігія        | Кількість осіб | Відсоток |
| -------------- | -------------- | -------- |
| православні    | 3830           | 99,9%    |
| адвентисти     | 2              | 0,1%     |
| греко-католики | 1              | < 0,1%   |
| баптисти       | 1              | < 0,1%   |